# A Mezquita
A Mezquita (spanisch) ist ein Ort und das Verwaltungszentrum einer Gemeinde (municipio) mit 1.006 Einwohnern (Stand: 2024) in der Provinz Ourense in der Autonomen Region (Comunidad Autónoma) Galicien im Nordwesten Spaniens.

## Lage und Klima
A Mezquita liegt etwa 100 km ostsüdöstlich von Ourense an der portugiesischen Grenze in einer Höhe von ca. 985 m. Durch die Gemeinde führt die Autovía A-52. Das vom Atlantik geprägte Klima ist gemäßigt und nicht selten regnerisch (ca. 1201 mm/Jahr).

## Bevölkerungsentwicklung der Gemeinde
Legende: Mezquita___A Mezquita

Quelle: INE-Archiv – grafische Aufarbeitung für Wikipedia
Durch Fortzug in die umliegenden Städte ist die Bevölkerung seit den 1950er Jahren stetig gesunken.

## Gemeindegliederung
Die Gemeinde A Mezquita ist in zehn Parroquias gegliedert:
| Parroquias    | Patrozinium                | Einwohner 2024 | Fläche km² | Dichte Einw./km² | Höhe msnm | Ortskennzahl |
| ------------- | -------------------------- | -------------- | ---------- | ---------------- | --------- | ------------ |
| Cádavos       | Santa María Madanela       | 72             | 6,98       | 10               | 908       | 32048010000  |
| A Canda       | San Antón                  | 13             | 4,89       | 3                | 1156      | 32048100000  |
| Castromil     | Nosa Señora da Encarnación | 31             | 7,91       | 4                | 1037      | 32048020000  |
| Chaguazoso    | Santiago                   | 117            | 12,21      | 10               | 958       | 32048030000  |
| A Esculqueira | Santa Eufemia              | 47             | 14,16      | 3                | 985       | 32048040000  |
| Manzalvos     | Santa María                | 81             | 4,01       | 20               | 928       | 32048050000  |
| A Mezquita    | San Martiño                | 321            | 9,23       | 35               | 989       | 32048060000  |
| O Pereiro     | San Pedro                  | 133            | 19,33      | 7                | 952       | 32048070000  |
| Santigoso     | San Simón                  | 60             | 10,75      | 6                | 1002      | 32048080000  |
| A Vilavella   | Santa María da Cabeza      | 132            | 14,76      | 9                | 1044      | 32048090000  |

## Wirtschaft
| Ackerbau, Viehzucht und Fischerei                                                  | 044 | 017,60 |
| Industrie                                                                          | 019 | 07,60  |
| Bauwirtschaft                                                                      | 030 | 012,00 |
| Dienstleistungsbetriebe                                                            | 157 | 062,80 |
| Total                                                                              | 250 | 100,00 |
| * Daten aus dem Statistischen Amt für Wirtschaftliche Entwicklung in Galicien, IGE |     |        |

## Sehenswürdigkeiten
- Jakobuskirche in Chaguazoso
- Euphemienkirche in Esculqueira
- Marienkirche in Manzalvos
- Peterskirche in Pereira
- Simonskirche ion Santigoso

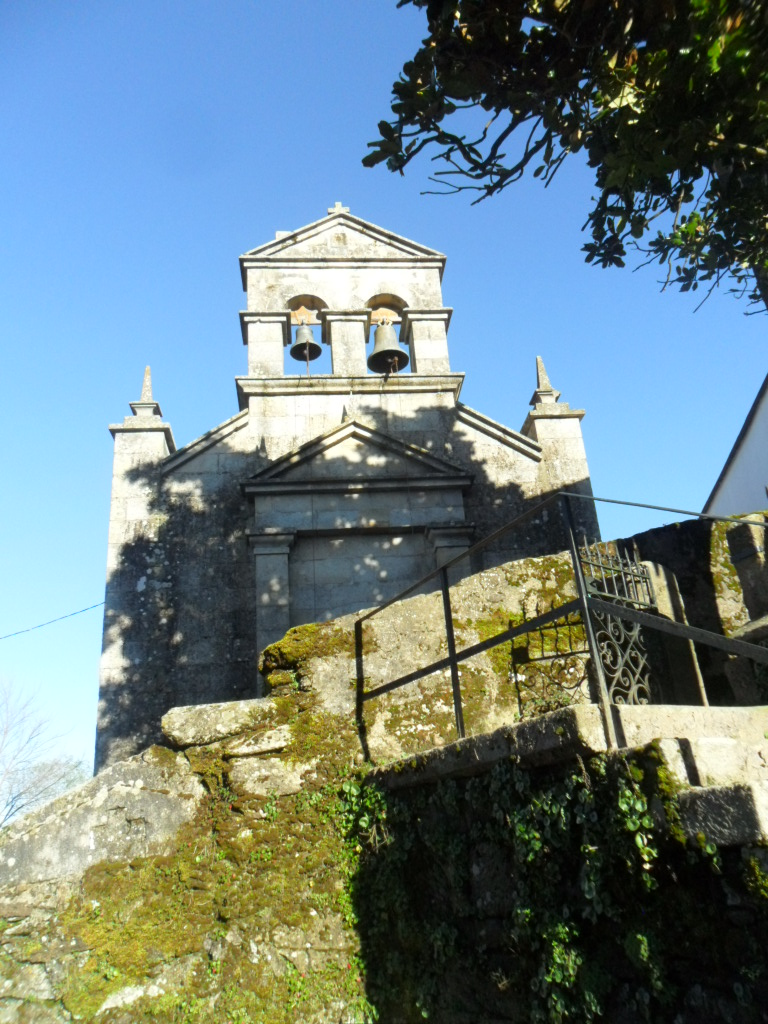
Jakobuskirche
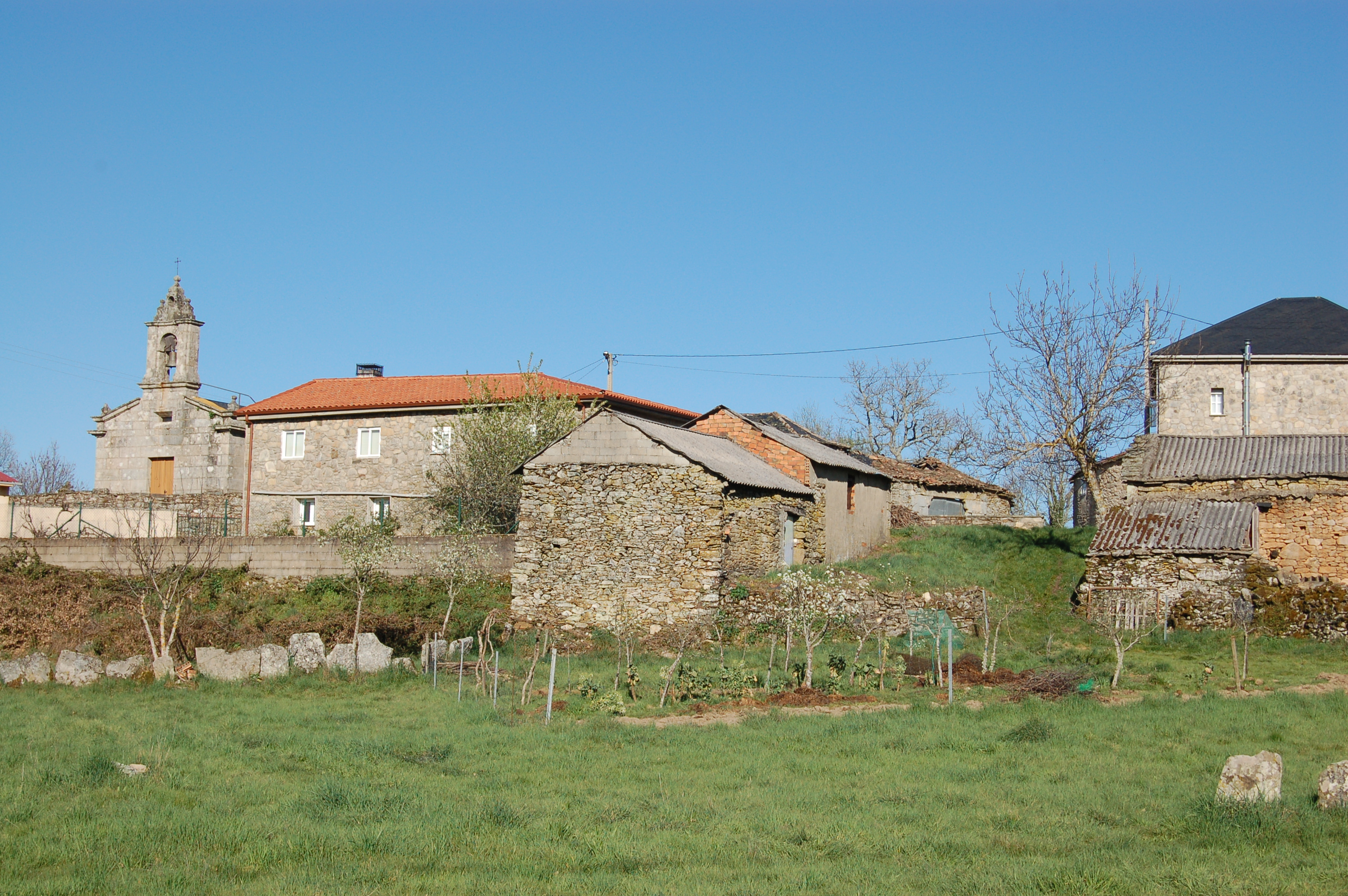
Euphemienkirche
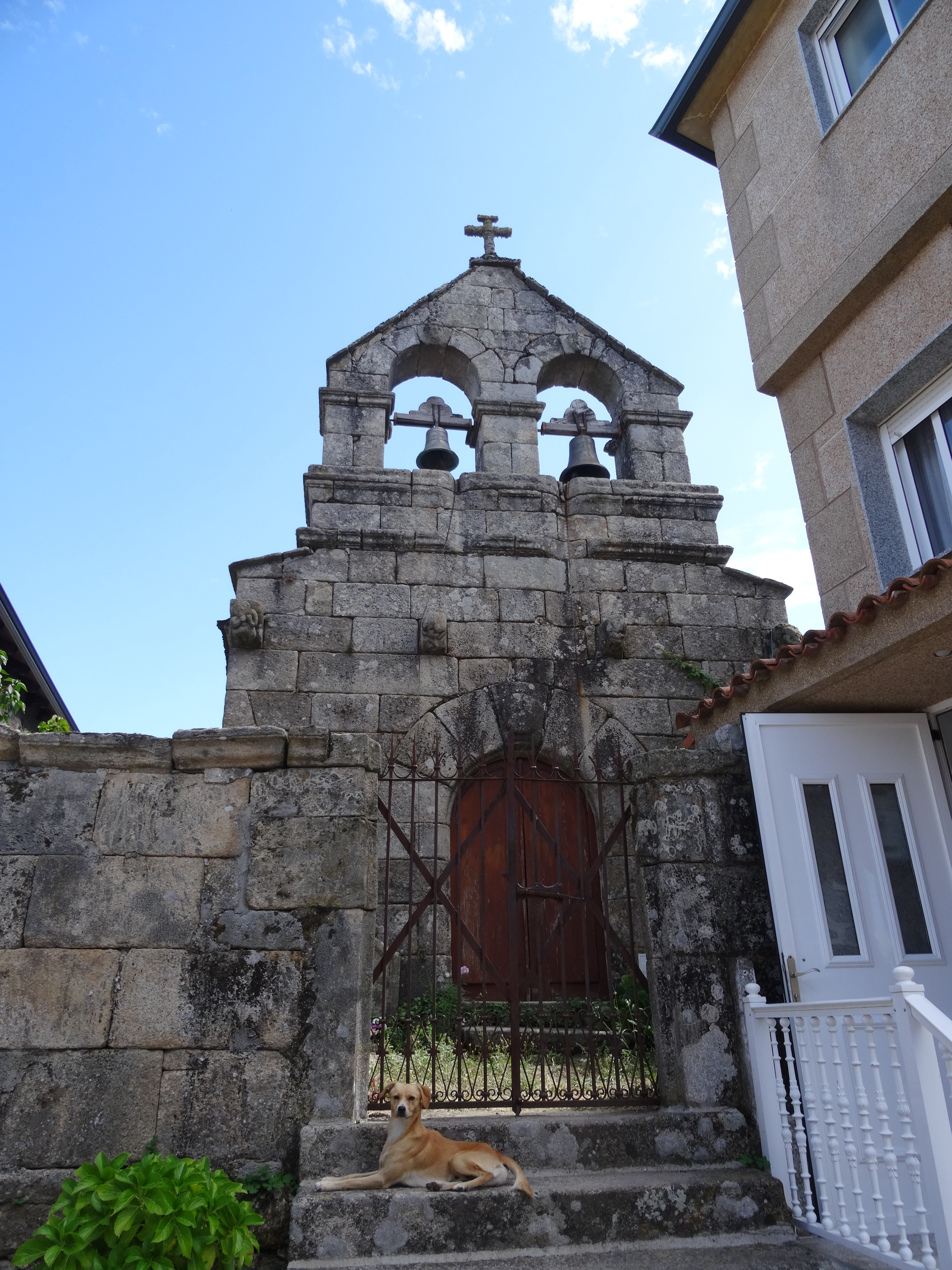
Marienkirche
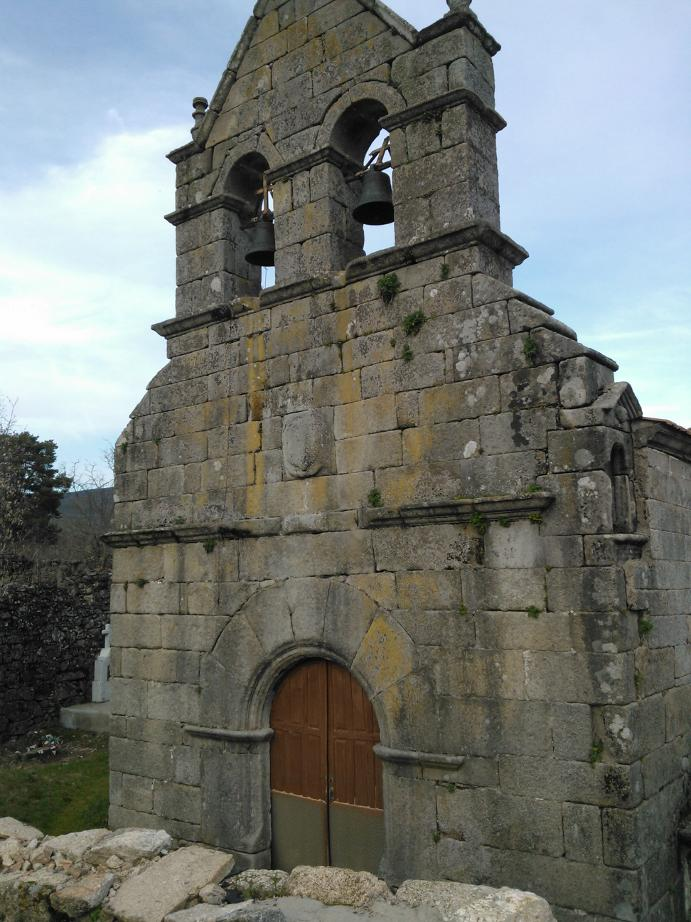
Peterskirche
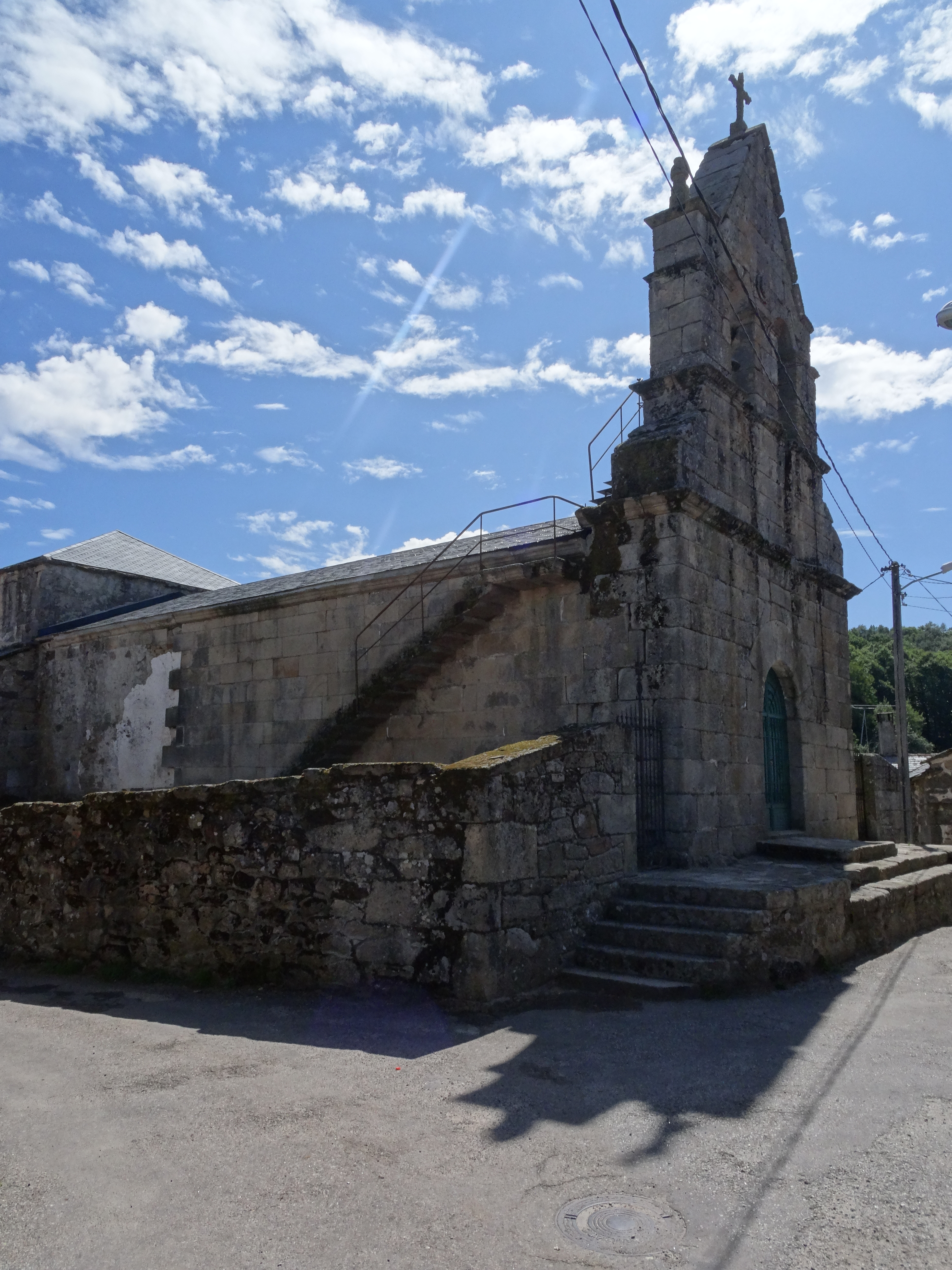
Simonskirche
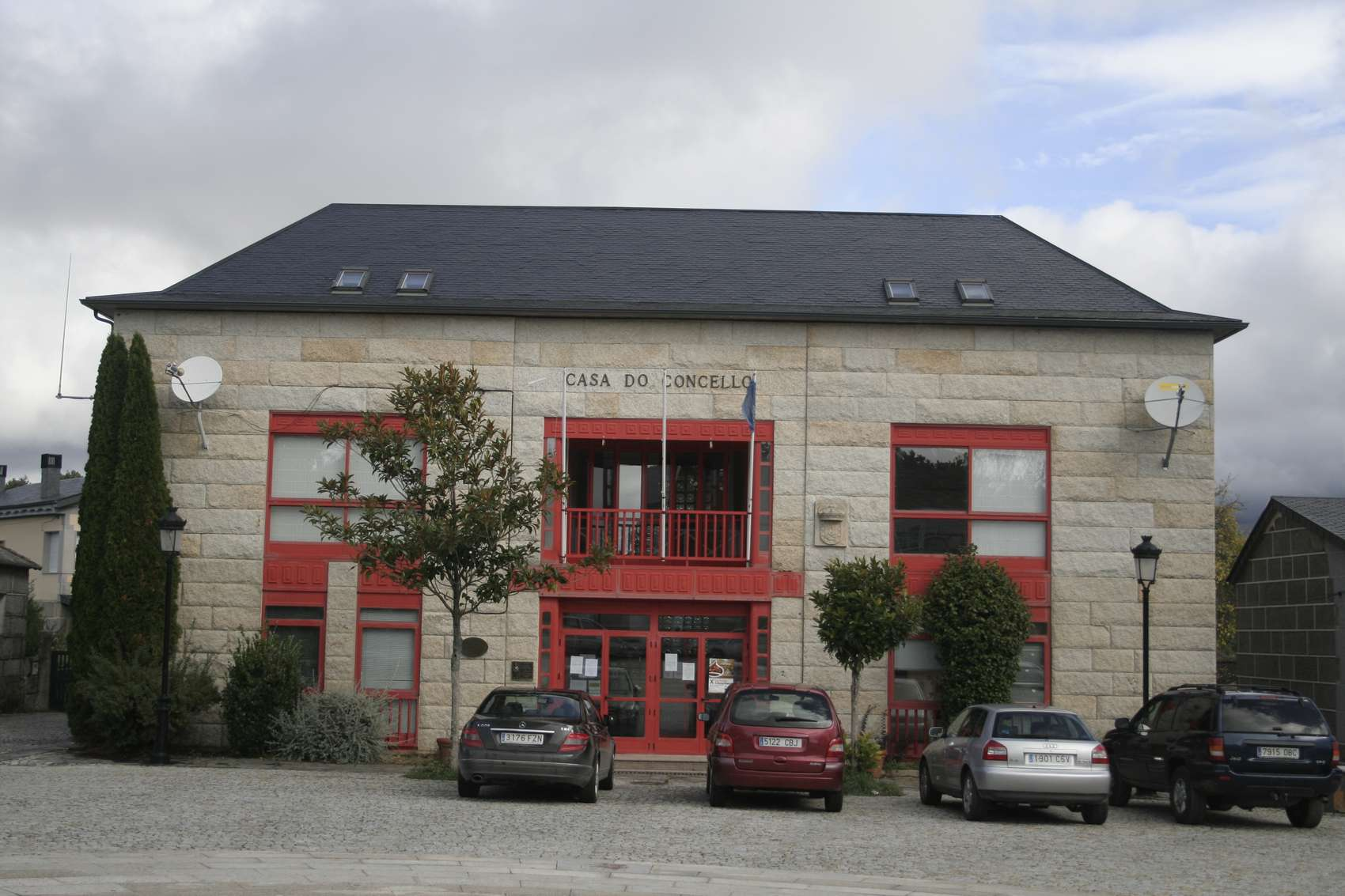
Rathaus

## Persönlichkeiten
- Celsa Barja (* 1966), Schriftstellerin
- Augusto Assía (eigentlich Felipe Fernández Armesto, 1904–2002), Journalist